# Charlotte Ollendorff
Charlotte Ollendorff (auch: Ollendorf, ab 1925 Gurland; * 8. April 1894 in Stolp; † 11. Mai 1943 in Berlin) war eine deutsche Althistorikerin.

## Leben und Werk
Charlotte Ollendorff war die Tochter eines Juristen, der als Richter in der pommerschen Kleinstadt Stolp und später als Oberlandesgerichtsrat in Schöneberg bei Berlin arbeitete. In Schöneberg besuchte Charlotte Ollendorff ab 1909 die Chamisso-Schule, die sie nach fünf Jahren zu Ostern 1914 mit der Reifeprüfung abschloss; ihr Vater war damals schon gestorben. Zum Wintersemester 1914/15 ging Charlotte Ollendorff an die Friedrich-Wilhelms-Universität Berlin, um Germanistik zu studieren; im Laufe ihres Studiums wechselte sie zur Geschichtswissenschaft, vor allem der Geschichte des Altertums. Zum Wintersemester 1917/18 wechselte sie an die Universität Greifswald, wo sie am 30. Januar 1919 mit einer von Ernst Hohl betreuten Arbeit über den römischen Kaiser Tiberius zum Dr. phil. promoviert wurde.
Am 13. März 1920 legte Ollendorff die Lehramtsprüfung in den Fächern Geschichte, Griechisch und Latein in Berlin ab. Anschließend absolvierte sie dort den Vorbereitungsdienst für das höhere Lehramt, und zwar an der Augusta-Schule (1920/21) und an der Cecilienschule (1921/22). Um den Doktortitel führen zu können, veröffentlichte sie 1922 einen vierseitigen Auszug aus ihrer Dissertation, in dem sie ihre Forschungsergebnisse zusammenfasste. Sie erarbeitete zu dieser Zeit außerdem im Auftrag von Wilhelm Kroll zwei Artikel über Livia Drusilla und Livilla, Verwandte des Tiberius, für Paulys Realenzyklopädie der klassischen Altertumswissenschaft (RE).
Nach dem Vorbereitungsdienst und dem Assessorexamen erhielt Ollendorff keine Anstellung. Sie ließ sich daher vom Schuldienst beurlauben und arbeitete als Sekretärin im Verlag Urban & Schwarzenberg, einem medizinischen Fachverlag mit Sitz in Berlin. Dort lernte sie den verwitweten Lektor Max Gurland (1882–1925) kennen und heiratete ihn im September 1925 in Sonthofen. Dort starb Gurland am 14. September an Leukämie, und Charlotte Gurland lebte fortan mit dessen Tochter, ihrer Stieftochter Ingeborg Gurland (1913–1961) zusammen. Diese studierte in den 1930er Jahren Anglistik und widmete ihr 1938 ihre Doktorarbeit.

## Schriften
- Das Verhältnis des Kaisers Tiberius zum Hause seines Bruders Drusus. Greifswald 1922 (Dissertation, Auszug)
- Livius. 37) Livia Drusilla. In: Paulys Realencyclopädie der classischen Altertumswissenschaft (RE). Band XIII,1, Stuttgart 1926, Sp. 900–924.
- Livius. 38) Livilla. In: Paulys Realencyclopädie der classischen Altertumswissenschaft (RE). Band XIII,1, Stuttgart 1926, Sp. 924–927.